# Gilberto Elsa
Gilberto Elsa (* 14. Januar 1938 in Lecco; † 2. Juni 1985 in Mailand) war ein italienischer Schwimmer.

## Karriere
Elsa gewann bereits mit 17 Jahren im Jahr 1955 seine ersten nationalen Titel. Bis 1959 sammelten sich fünf nationale Einzeltitel und zwei Staffeltitel an. 1958 nahm er an der Schwimm-EM teil und gewann mit der Staffel über 4 × 100 m Lagen Bronze, über 100 m Rücken wurde er Siebter. Im folgenden Jahr sicherte er sich zwei Goldmedaillen bei der Universiade über 100 m Rücken und 4 × 100 m Lagen. 1960 nahm der Italiener an den Olympischen Spielen in Rom teil. Dort erreichte er im Wettbewerb über 100 m Rücken den 18. Platz.